# Temporada de huracanes del Atlántico de 1973
La temporada de huracanes del Atlántico de 1973 fue la primera temporada en utilizar la escala de huracanes Saffir-Simpson, una escala desarrollada en 1971 por Herbert Saffir y Robert Simpson para calificar la intensidad de los ciclones tropicales. La temporada produjo 24 ciclones tropicales y subtropicales, de los cuales solo 8 alcanzaron intensidad de tormenta, 4 se convirtieron en huracanes y solo 1 alcanzó la categoría de huracán mayor. Aunque más activo que la temporada de 1972, 1973 trajo pocas tormentas notables. Casi la mitad de las tormentas de la temporada afectaron la tierra, una de las cuales resultó en daños severos.
La temporada comenzó oficialmente el 1 de junio de 1973 y duró hasta el 30 de noviembre de 1973. Estas fechas delimitan convencionalmente el período de cada año en el que se forman la mayoría de los ciclones tropicales en la cuenca del Atlántico. Sin embargo, el primer sistema se formó el 18 de abril, más de un mes antes del inicio oficial. Tres depresiones más se formaron antes del 1 de junio; sin embargo, ninguno alcanzó la intensidad de la tormenta. La primera tormenta nombrada del año fue el huracán Alice, que se formó el 1 de julio y se convirtió en el primer ciclón conocido que afectó a las Bermudas durante julio. Más de un mes después, se formó el segundo huracán, Brenda, y fue considerada la peor tormenta que azotó a México a lo largo de la costa este de la Bahía de Campeche, matando a 10 personas.
Más tarde, en agosto, la tormenta tropical Christine se convirtió en el ciclón tropical en formación más oriental registrado cuando se formó sobre Guinea . La tormenta más intensa de la temporada fue el huracán Ellen, un ciclón de categoría 3 que permaneció sobre mar abierto. La última tormenta nombrada fue meteorológicamente significativa porque se convirtió en el primer ciclón tropical registrado en hacer la transición a un ciclón subtropical. No se retiraron nombres durante la temporada; sin embargo, debido a la adición de nombres masculinos a la lista de nombres de huracanes del Atlántico en 1979, varios de los nombres se eliminaron y no se han utilizado desde entonces.

## Ciclones tropicales

### Huracán Alice
La primera tormenta nombrada se formó a partir de la interacción entre una onda tropical y una vaguada troposférica de nivel medio al noreste de las Bahamas a fines de junio. Una circulación bien definida se hizo evidente el 30 de junio y las imágenes de satélite mostraban características de bandas ciclónicas .  Al día siguiente, el sistema se intensificó hasta convertirse en una depresión tropical  y poco después se convirtió en una tormenta tropical cuando los aviones de reconocimiento registraron vientos huracanados. Un área de alta presión al este de Alice dirigió la tormenta generalmente hacia el norte. La disminución de la cizalladura del viento permitió que la tormenta se organizara cada vez más y se convirtiera en un ojo bien definido.desarrollado el 3 de julio. En ese momento, el reconocimiento había determinado que la tormenta se había intensificado hasta convertirse en huracán, con vientos máximos que alcanzaban las 80 mph (130 km / h). 
El 4 de julio, la tormenta alcanzó su máxima intensidad con vientos de 90 mph (150 km/h) y una presión barométrica de 986 mbar (hPa; 29,12 inHg), cuando la parte oriental de la pared del ojo rozó las Bermudas . Después de pasar la isla, Alice comenzó a acelerar en respuesta a un valle de nivel medio sobre el este de los Estados Unidos y se debilitó. Para el 6 de julio, la cabeza de los vientos disminuyó por debajo de la intensidad de un huracán a medida que la tormenta se acercaba al Atlántico de Canadá .  Más tarde ese día, Alice tocó tierra en el este de Terranova con vientos de 60 mph (95 km/h),  antes de convertirse en un ciclón extratropical. 
Durante su paso por las Bermudas, Alice produjo vientos sostenidos de hasta 75 mph (120 km/h) y ráfagas de hasta 87 mph (140 km/h). No se registraron daños importantes en la isla, aunque los vientos derribaron algunos árboles y líneas eléctricas. Las fuertes lluvias,  con un máximo de 4,57 pulgadas (116 mm),  terminaron con una sequía de tres meses en las Bermudas.  Aunque Alice atravesó el Atlántico canadiense, no se registró ningún impacto. 

### Huracán Brenda
El huracán Brenda se originó a partir de una onda tropical que se desplazó frente a la costa occidental de África el 9 de agosto; sin embargo, la ola inicial se debilitó rápidamente al ingresar al Océano Atlántico. Para el 13 de agosto, la ola comenzó a regenerarse a su paso por las Antillas Menores . Varios días después, la convección asociada con el sistema se consolidó en una masa central organizada  y el 18 de agosto, el sistema se había organizado lo suficiente como para ser declarado depresión tropical mientras se encontraba cerca del Canal de Yucatán . Temprano al día siguiente, la depresión se convirtió en la tormenta tropical Brenda cuando tocó tierra en la parte norte de la península de Yucatán. Después de moverse tierra adentro, una fuerte cresta de alta presión sobre Texas obligó a la tormenta a tomar un rumbo inusual, lo que eventualmente la llevó a ingresar a la Bahía de Campeche el 20 de agosto. 
Una vez de regreso sobre el agua, Brenda comenzó a intensificarse, alcanzando el estado de huracán a última hora del 20 de agosto. Al día siguiente, se había desarrollado un ojo bien definido y la tormenta alcanzó su máxima intensidad como un huracán de categoría 1 de alto nivel con vientos de 90 mph ( 150 km/h) y una presión mínima de 977 mbar (hPa; 28,85 inHg). La tormenta tocó tierra más tarde ese día cerca de Ciudad del Carmen , México con esta intensidad, convirtiéndose en el primer huracán registrado en azotar la región. Después de trasladarse tierra adentro, Brenda se debilitó rápidamente hasta convertirse en una depresión en la mañana del 22 de agosto y se disipó ese mismo día. 
El huracán Brenda, que ya sufría graves inundaciones que mataron al menos a 18 personas y dejaron a 200.000 sin hogar, empeoró la situación con lluvias torrenciales e inundaciones adicionales.  La tormenta mató al menos a 10 personas en el país.  Tras los daños causados por Brenda, un gran terremoto golpeó la región, lo que obstaculizó los esfuerzos de socorro y colapsó numerosas estructuras.  Los vientos en tierra alcanzaron ráfagas de hasta 180 km/h (112 mph), lo que provocó graves daños por viento. Dos de las fatalidades ocurrieron en Campeche luego de que el 80% de la ciudad se inundara.  Esta fue considerada la peor inundación en la ciudad en más de 25 años. Se estima que 2,000 personas quedaron sin hogar como resultado directo de Brenda en todo México. Mar adentro, un carguero con 25 tripulantes quedó atrapado en la tormenta después de que sus motores fallaran.  Fueron rescatados de forma segura varios días después, una vez que la tormenta se había disipado.

### Tormenta tropical Christine
El ciclón tropical del Atlántico en formación más oriental registrado en ese momento, superado por la tormenta subtropical Alpha en 2020, la tormenta tropical Christine, se originó como una onda tropical sobre África a mediados de agosto. A medida que se acercaba al Océano Atlántico, la ola generó una depresión tropical a 14.0°O, sobre el país de Guinea , a diferencia de la mayoría de las olas que producen ciclones que viajan varios cientos de millas sobre el agua antes de generar una depresión. Aunque ya era una depresión, no se emitieron avisos sobre la tormenta hasta el 30 de agosto, cinco días después de su formación.  Durante varios días, la depresión mantuvo su intensidad mientras avanzaba constantemente hacia el oeste a través del Atlántico. Eventualmente alcanzó la intensidad de tormenta tropical el 28 de agosto. A pesar de la falta de aviones de reconocimiento en la región, la intensidad fue determinada por las lecturas de viento de un carguero alemán que pasó por la tormenta. 
El 30 de agosto, la primera misión de reconocimiento en la tormenta encontró vientos con fuerza de tormenta tropical y ese día se emitió el primer aviso, declarando inmediatamente el sistema como tormenta tropical Christine. Tres días después, Christine alcanzó su máxima intensidad justo por debajo del estado de huracán con vientos de 70 mph (110 km/h) y una presión mínima de 996 mbar (hPa; 29,41 inHg). Poco después, el aumento de la cizalladura del viento hizo que la tormenta se debilitara a medida que se acercaba a las Islas de Sotavento . Cuando pasó sobre Antigua el 3 de septiembre, Christine se debilitó a una depresión tropical y finalmente se disipó cerca de la República Dominicana ese mismo día. 
Durante su paso por las Islas de Sotavento, Christine produjo lluvias torrenciales, con un máximo de 11,74 pulgadas (298 mm) en el sureste de Puerto Rico.  Estas lluvias provocaron inundaciones en varias islas. Una persona murió durante la tormenta después de ser electrocutada por una línea eléctrica caída en una carretera inundada.  Las escuelas se cerraron antes de la tormenta en Puerto Rico y las Islas Vírgenes de los Estados Unidos como medida de precaución tras la emisión de advertencias de inundaciones. Seis científicos tuvieron que ser evacuados de la pequeña isla de Aves una vez que la tormenta representó una amenaza para ellos. No se informaron daños importantes en ninguna de las islas afectadas a raíz de Christine.

### Tormenta tropical Delia
El 27 de agosto, se formó una onda tropical sobre el Caribe central y se dirigió hacia el oeste-noroeste. El sistema desarrolló gradualmente una actividad organizada de chubascos y tormentas eléctricas. El 1 de septiembre, se desarrolló una depresión tropical a partir de la ola. Para el 3 de septiembre, la depresión se había intensificado hasta convertirse en una tormenta tropical, recibió el nombre de Delia y comenzó a moverse más hacia el oeste. Un patrón de dirección complejo comenzó a tener lugar más tarde ese día, lo que resultó en la creación de un entorno más hostil para los ciclones tropicales en el Golfo de México.  A medida que Delia se acercaba a la costa de Texas, logró intensificarse hasta convertirse en una fuerte tormenta tropical con vientos de 70 mph (110 km/h). La presión más baja se registró a 986 mbar (hPa; 29,12 inHg) en este momento. Poco después, el ciclón tocó tierra por primera vez enFreeport, Texas, a última hora del 4 de septiembre. Después de ejecutar un bucle en sentido contrario a las agujas del reloj, la tormenta volvió a tocar tierra en Freeport el 5 de septiembre. Después de moverse hacia el interior, la tormenta se debilitó rápidamente y se convirtió en una depresión el 6 de septiembre antes de disiparse temprano al día siguiente sobre el norte de México. 
Debido a la trayectoria errática de la tormenta a lo largo de la costa de Texas, cayeron fuertes lluvias generalizadas en áreas cercanas a la tormenta y en Luisiana. Mareas de hasta 6 pies (1,8 m), además de lluvias de hasta 13,9 pulgadas (350 mm), provocaron inundaciones significativas en el área de Galveston -Freeport. Se reportaron hasta $3 millones en daños a viviendas debido a las inundaciones. A lo largo de Luisiana, hubo inundaciones sustanciales de tierras de cultivo. Los daños a los cultivos ascendieron a $ 3 millones. Además de las lluvias torrenciales producidas por Delia, ocho tornados también tocaron tierra debido a la tormenta, hiriendo a cuatro personas. Cinco personas murieron durante Delia, dos se ahogaron durante las inundaciones, dos murieron en un accidente automovilístico y la otra murió de un infarto mientras tapiaba su casa.

### Huracán Ellen
La tormenta más fuerte de la temporada, el huracán Ellen, comenzó como una onda tropical que se alejó de la costa occidental de África el 13 de septiembre. Al día siguiente, la ola generó un área de baja presión al sur de las islas de Cabo Verde que rápidamente se convirtió en una depresión tropical. Siguiendo el noreste, el sistema se intensificó hasta convertirse en una tormenta tropical el 15 de septiembre después de que un buque de guerra francés informara vientos sostenidos de 45 mph (75 km / h); sin embargo, debido a la escasez de datos sobre la tormenta, el primer aviso sobre Ellen no se emitió hasta dentro de dos días. Una tormenta ligeramente alargada, Ellen se intensificó gradualmente sobre el Atlántico abierto y fue dirigida por dos canales de baja presión. El 18 de septiembre, la tormenta tomó una ruta casi hacia el oeste y el sistema se organizó cada vez más, con un ojo mal definido que se hizo presente en las imágenes de satélite. 
Al día siguiente, Ellen se intensificó hasta convertirse en huracán antes de dar un giro brusco hacia el norte-noroeste en respuesta a una vaguada débil que se movía hacia el noreste desde las Bahamas. Gradualmente, el huracán giró más hacia el noreste y comenzó a acelerarse e intensificarse. A pesar de estar en una latitud inusualmente alta para el desarrollo, la tormenta pasó por un breve período de rápida intensificación , convirtiéndose en un huracán de categoría 3 el 23 de septiembre. En ese momento, Ellen alcanzó su máxima intensidad con vientos de 115 mph (185 km/h) y una presión mínima de 962 mbar (hPa; 28,41 inHg).  Al alcanzar esta intensidad a 42,1°N, Ellen se había convertido en un gran huracán más al norte que cualquier otro ciclón tropical registrado, y es una de las dos tormentas que se convirtieron en un gran huracán al norte de 38°N, la otra fue el huracán Alex en 2004 .  Poco después de alcanzar su punto máximo, Ellen hizo la transición a un ciclón extratropical antes de fusionarse con un sistema frontal varios cientos de millas al este de Terranova el 23 de septiembre. 
El huracán Ellen fue fotografiado por la misión Skylab 3 desde la órbita, desde la estación espacial Skylab. 

### Huracán Bravo-Fran
El último huracán de la temporada, Fran, se originó en un área de convección al norte de Hispaniola el 1 de octubre. Para el 4 de octubre, el sistema interactuó con una vaguada en la troposfera media cerca del sureste de los Estados Unidos, lo que resultó en la formación de una superficie baja. Siguiendo hacia el este, comenzaron a desarrollarse chubascos y tormentas eléctricas alrededor de la circulación; sin embargo, la estructura del sistema no era totalmente tropical.  A última hora del 8 de octubre, el ciclón se había organizado lo suficiente como para ser clasificado como depresión subtropical. El aire frío de los restos de un frente frío quedó atrapado dentro de la circulación; sin embargo, el aire frío se calentó gradualmente. Al día siguiente, los vientos aumentaron a fuerza de vendaval y la depresión se actualizó a tormenta subtropical, momento en el que se le dio el nombre de Bravo. 
Para el 10 de octubre, Bravo se había intensificado sustancialmente, ya que los cazadores de huracanes registraron vientos con fuerza de huracán aproximadamente a 15 millas (25 km) del centro de la tormenta. Luego de este hallazgo, el Centro Nacional de Huracanes reclasificó el sistema como un sistema tropical y lo renombró Fran, eliminando su designación anterior de Bravo.  Dirigido generalmente hacia el este por una superficie profunda baja en los vientos del oeste, Fran aceleró hacia las Islas Azores. Poco después de pasar por alto las islas el 12 de octubre, la presión central de Fran disminuyó a 978 mbar (hPa; 28,88 inHg), la más baja registrada en relación con el huracán. Poco después de alcanzar esta intensidad, el huracán pasó a ser un ciclón extratropical y rápidamente se fusionó con un frente frío frente a la costa de Francia. Aunque Fran pasó cerca de las Azores, no se registró ningún impacto en ninguna de las islas.

### Tormenta tropical Gilda
El precursor de la tormenta tropical Gilda fue un gran sistema convectivo debido en parte a una onda tropical. Gradualmente se fue organizando mejor sobre el noroeste del Mar Caribe, y el 15 de octubre se formó una depresión tropical frente a las costas de Nicaragua y Honduras . A medida que se desplazaba hacia el noreste, se fortaleció hasta convertirse en una tormenta tropical, con vientos máximos de 110 km/h (70 mph). Antes de tocar la costa de Cuba , se debilitó lo suficiente como para causar daños menores. En el momento en que golpeó la isla, se había vuelto muy desorganizado por naturaleza. 
El 24 de octubre, aire frío y seco ingresó a la convección recién desarrollada y, como resultado, se transformó en un ciclón subtropical . Gilda se convirtió en el primer sistema tropical en pasar por una etapa subtropical antes de convertirse en extratropical . La gran circulación continuó hacia el noreste antes de convertirse en extratropical el 27 de octubre. Los restos de Gilda se intensificaron a medida que avanzaban cerca del Atlántico canadiense, alcanzando una presión central de 968 mbar (hPa; 28,59 inHg) cerca de Cape Race, Terranova . El sistema finalmente se disipó cerca del sur de Groenlandia el 29 de octubre. 
Gilda provocó fuertes lluvias y deslizamientos de tierra en Jamaica, destruyendo seis casas  y matando a seis personas.  En Cuba , Gilda dejó caer más de 6 pulgadas (150 mm) de lluvia, mientras que se reportaron vientos de 60 mph (95 km/h) en la parte norte del país. En las Bahamas , Gilda causó daños significativos a los cultivos debido a las fuertes lluvias y las mareas altas. Las fuertes corrientes persistentes de la tormenta y los vientos del este causaron una erosión moderada de las playas en la costa este de los Estados Unidos , principalmente a lo largo de la costa de Florida. Los remanentes extratropicales de la tormenta produjeron ráfagas de viento con fuerza de huracán en partes del Atlántico de Canadá, con un máximo de 75 mph (120 km / h); sin embargo, no se reportaron daños.

## Nombre de los ciclones tropicales
Los siguientes nombres se usaron para las tormentas con nombre (tormentas tropicales y huracanes) que se formaron en el Atlántico Norte en 1973. Las tormentas se llamaron Christine, Delia, Ellen y Fran por primera vez en 1973. Debido a la relativa impacto mínimo causado por tormentas durante la temporada, no se retiraron nombres en la primavera de 1974; sin embargo, debido a la adición de nombres masculinos en 1979, la lista se eliminó y se reemplazó con un nuevo conjunto de nombres. Fran, Kate, Rose y Sally se colocaron en las listas modernas y Fran se retiró después en el 2003.
| - Alice - Brenda - Christine - Delia - Ellen - Fran - Gilda | - Helen (sin usar) - Imogene (sin usar) - Joy (sin usar) - Kate (sin usar) - Loretta (sin usar) - Madge (sin usar) - Nancy (sin usar) | - Ona (sin usar) - Patsy (sin usar) - Rose (sin usar) - Sally (sin usar) - Tam (sin usar) - Vera (sin usar) - Wilda (sin usar) |

### Nombre de tormentas subtropicales
Los siguientes nombres se usaron para las tormentas subtropicales en la cuenca del Atlántico para este año. Este año fue el segundo y último año en utilizar el alfabeto fonético. Aunque a una tormenta se le dio el nombre de Bravo, pasó a llamarse Fran después de adquirir características tropicales.
| - Alfa - Bravo - Charlie (sin usar) - Delta (sin usar) - Echo (sin usar) - Foxtrot (sin usar) - Golf (sin usar) | - Hotel (sin usar) - India (sin usar) - Juliet (sin usar) - Kilo (sin usar) - Lima (sin usar) - Mike (sin usar) - November (sin usar) | - Oscar (sin usar) - Papa (sin usar) - Quebec (sin usar) - Romeo (sin usar) - Sierra (sin usar) - Tango (sin usar) - Uniform (sin usar) | - Victor (sin usar) - Whiskey (sin usar) - X-Ray (sin usar) - Yankee (sin usar) - Zulu (sin usar) |